# Rio Communities North
Rio Communities North és una concentració de població designada pel cens dels Estats Units a l'estat de Nou Mèxic. Segons el cens del 2000 tenia 1.588 habitants.

## Demografia
Segons el cens del 2000, Rio Communities North tenia 1.588 habitants, 550 habitatges, i 451 famílies. La densitat de població era de 129,4 habitants per km².
Dels 550 habitatges en un 47,3% hi vivien nens de menys de 18 anys, en un 70,9% hi vivien parelles casades, en un 7,1% dones solteres, i en un 18% no eren unitats familiars. En el 12,5% dels habitatges hi vivien persones soles el 2,7% de les quals corresponia a persones de 65 anys o més que vivien soles. El nombre mitjà de persones vivint en cada habitatge era de 2,89 i el nombre mitjà de persones que vivien en cada família era de 3,16.
Per edats la població es repartia de la següent manera: un 32% tenia menys de 18 anys, un 6,5% entre 18 i 24, un 37% entre 25 i 44, un 17,7% de 45 a 60 i un 6,7% 65 anys o més.
L'edat mediana era de 31 anys. Per cada 100 dones de 18 o més anys hi havia 96,4 homes.
La renda mediana per habitatge era de 46.773 $ i la renda mediana per família de 46.471 $. Els homes tenien una renda mediana de 40.685 $ mentre que les dones 25.536 $. La renda per capita de la població era de 17.745 $. Aproximadament el 2,8% de les famílies i el 3,9% de la població estaven per davall del llindar de pobresa.

## Poblacions més properes
El següent diagrama mostra les poblacions més properes.